# Chester (condado de Orange, Nueva York)
Chester es un municipio situado en el condado de Orange, estado de Nueva York, Estados Unidos. Tiene una población estimada, a mediados de 2024, de 12 775 habitantes.

## Geografía
Según la Oficina del Censo, tiene una superficie total de 65.27 km², de los cuales 64.88 km² corresponden a tierra firme y 0.39 km² están cubiertos de agua.

## Demografía
De acuerdo con los datos de la estimación 2019-2023 de la Oficina del Censo, los ingresos medios de los hogares son de $146,893 y los ingresos medios de las familias son de $159,671. Los ingresos per cápita de los últimos doce meses, medidos en dólares de 2023, son de $56,511.  Alrededor del 7.4% de la población está por debajo de la línea de pobreza.